# Drużynowe Mistrzostwa Polski na Żużlu 1958
Drużynowe Mistrzostwa Polski na Żużlu 1958 – 11. edycja drużynowych mistrzostw Polski, organizowanych przez Polski Związek Motorowy (PZMot).
Zwycięzca I Ligi zostaje mistrzem Polski w sezonie 1958. Obrońcą tytułu z poprzedniego sezonu jest Górnik Rybnik.

## I Liga

### Ostateczna kolejność DMP 1958
| Poz. | Klub                  | Pkt. | Z  | R | P  | +/−  |
| ---- | --------------------- | ---- | -- | - | -- | ---- |
| 1    | Górnik Rybnik         | 23   | 11 | 1 | 2  | +212 |
| 2    | Sparta Wrocław        | 18   | 9  | 0 | 5  | +40  |
| 3    | Unia Leszno           | 16   | 8  | 0 | 6  | +129 |
| 4    | Włókniarz Częstochowa | 16   | 8  | 0 | 6  | +62  |
| 5    | Polonia Bydgoszcz     | 14   | 6  | 2 | 6  | –16  |
| 6    | Legia Warszawa        | 13   | 6  | 1 | 7  | –142 |
| 7    | Stal Rzeszów          | 7    | 3  | 1 | 10 | –100 |
| 8    | Śląsk Świętochłowice  | 5    | 2  | 1 | 11 | –185 |

## II Liga

### Ostateczna kolejność DM II ligi 1958
| Poz. | Klub                  | Pkt.                             | Z                                | R                                | P                                | +/−                              |
| ---- | --------------------- | -------------------------------- | -------------------------------- | -------------------------------- | -------------------------------- | -------------------------------- |
| 1    | Start Gniezno         | 14                               | 7                                | 0                                | 3                                | +69                              |
| 2    | Kolejarz Rawicz       | 13                               | 6                                | 1                                | 3                                | +42                              |
| 3    | Tramwajarz Łódź       | 12                               | 6                                | 0                                | 4                                | +30                              |
| 4    | Ostrovia Ostrów Wlkp. | 8                                | 4                                | 0                                | 6                                | -31                              |
| 5    | Skra Warszawa         | 7                                | 3                                | 1                                | 6                                | –26                              |
| 6    | Stal Gorzów Wlkp.     | 6                                | 3                                | 0                                | 7                                | –86                              |
| 7    | CKS Czeladź           | zdegradowana do III ligi         | zdegradowana do III ligi         | zdegradowana do III ligi         | zdegradowana do III ligi         | zdegradowana do III ligi         |
| 8    | KKS Katowice          | wycofała się w trakcie rozgrywek | wycofała się w trakcie rozgrywek | wycofała się w trakcie rozgrywek | wycofała się w trakcie rozgrywek | wycofała się w trakcie rozgrywek |

## III Liga

### Ostateczna kolejność DM III ligi 1958
| Poz. | Klub              | Pkt. | Z  | R | P  | +/−  |
| ---- | ----------------- | ---- | -- | - | -- | ---- |
| 1    | Unia Tarnów       | 30   | 15 | 0 | 3  | +344 |
| 2    | Wanda Nowa Huta   | 30   | 15 | 0 | 3  | +299 |
| 3    | Polonia Piła      | 25   | 12 | 1 | 5  | +161 |
| 4    | LPŻ Lublin        | 22   | 11 | 0 | 7  | +266 |
| 5    | Sparta Śrem       | 19   | 9  | 1 | 8  | +101 |
| 6    | Legia Krosno      | 18   | 9  | 0 | 9  | +14  |
| 7    | LPŻ Neptun Gdańsk | 16   | 8  | 0 | 10 | –86  |
| 8    | LPŻ Zielona Góra  | 10   | 5  | 0 | 13 | –265 |
| 9    | Sparta II Wrocław | 4    | 2  | 0 | 16 | –384 |
| 10   | Cracovia          | 2    | 1  | 0 | 17 | –477 |